# إيفان إيساكوف
كان إيفان إيساكوف قائدًا عسكريًا أرمنيًا سوفيتيًا، ورئيس أركان البحرية السوفيتية، ونائب وزير البحرية في اتحاد الجمهوريات الاشتراكية السوفيتية. لعب دوراً حاسماً في تشكيل البحرية السوفيتية، ولا سيما أسطول بحر البلطيق والبحر الأسود خلال الحرب العالمية الثانية.